# Irigație

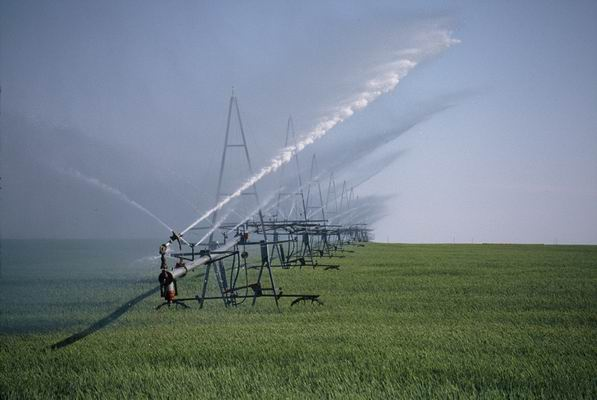
Irigare prin dispersare aeriană

Irigația este un ansamblu de lucrări și operații prin care se aduce și se administrează artificial apă pe un teren cu vegetație (de obicei), fie pentru a ajuta la sporirea recoltelor agricole, fie pentru a întreține obiective de arhitectură peisagistică, fie pentru refacerea vegetației pe terenurile modificate prin lucrări de construcții, fie pentru stabilizarea solurilor slab coezive în scopul evitării eroziunii eoliene, fie pentru diminuarea efectelor înghețurilor târzii, fie pentru crearea unui microclimat mai umed în timpul perioadelor secetoase și excesiv de călduroase. Irigația este principala măsură de combatere a efectelor secetei asupra platelor cultivate. Este uneori utilizată în combinație cu desecarea (drenajul) pentru ameliorarea de soluri salinizate sau pentru evitarea salinizării solurilor irigate și/sau desecate.

## Procesul de irigare
Irigația se efectuează printr-un sistem de măsuri economico-organizatorice, tehnice și agrotehnice. Prin irigația rațională se creează condiții favorabile pentru creșterea și dezvoltarea plantelor asigurând recolte mai bune și stabile de culturi agricole, independente de cantitatea de precipitații atmosferice. Irigația se poate efectua în timp în mod periodic  (la anumite termene și norme stabilite) sau o singură dată (prin submersiune, cu apele provenite din urma topirii zăpezilor, și prin inundare, când apa acoperă suprafața irigabilă numai în perioada de revărsare). Ca surse de apă pentru irigații pot fi folosite râurile, lacurile, apele subterane și alte surse de apă naturale. Apa este adusă pe teritoriul de irigat cu ajutorul unui sistem de irigație care trebuie întreținut, ceea ce implică cheltuieli financiare.